# Lepidochrysops mpanda
Lepidochrysops mpanda är en fjärilsart som beskrevs av Tite 1961. Lepidochrysops mpanda ingår i släktet Lepidochrysops och familjen juvelvingar. Inga underarter finns listade i Catalogue of Life.